# Alfredo Devincenzi
Alfredo Ciriaco Devincenzi (9 de junho de 1907 - data de morte desconhecida), foi um futebolista argentino que competiu na Copa do Mundo FIFA de 1934, realizada na Itália.